# Anopheles eiseni
Anopheles eiseni är en tvåvingeart som beskrevs av Daniel William Coquillett 1902. Anopheles eiseni ingår i släktet Anopheles och familjen stickmyggor. Inga underarter finns listade i Catalogue of Life.